# Scheloribates pahabaeus
Scheloribates pahabaeus är en kvalsterart som först beskrevs av Corpuz-Raros 1980.  Scheloribates pahabaeus ingår i släktet Scheloribates och familjen Scheloribatidae. Inga underarter finns listade i Catalogue of Life.